# Groupe de NGC 2460
Le groupe de NGC 2460 comprend au moins cinq galaxies situées dans la constellation de la Girafe. La distance moyenne entre ce groupe et la Voie lactée est d'environ 24,2 Mpc (∼78,9 millions d'al). 

## Membres
Le tableau ci-dessous liste les cinq galaxies du groupe indiquées dans l'article de A.M. Garcia paru en 1993. IC 2209 et NGC 2460 forment une paire de galaxie.
| Nom      | Class.   | Type                        | α (J2000.0)   | δ (J2000.0) | Vitesse radiale (km/s) | m               | Distance (Mpc) | Diamètre (kal) |
| -------- | -------- | --------------------------- | ------------- | ----------- | ---------------------- | --------------- | -------------- | -------------- |
| NGC 2460 | SA(s)a   | Spirale                     | 07h 56m 52.3s | 60° 20′ 58″ | 1442 ± 5               | 11,8            | 22,5 ± 1,6     | 119            |
| IC 2209  | SB(rs)b? | Spirale barrée              | 07h 56m 14.2s | 60° 18′ 15″ | 1371 ± 1               | 13,7            | 21,4 ± 1,5     | 27             |
| UGC 4153 | SBdm     | Spirale barrée magellanique | 08h 01m 27.2s | 61° 24′ 20″ | 1756 ± 4               | 13,567 ± 0,024a | 27,1 ± 1,9     | 29             |
| UGC 4159 | Sc       | Spirale                     | 08h 01m 51.2s | 61° 24′ 47″ | 1591 ± 8               | 13,57           | 24,6 ± 1,7     | 27             |
| UGC 4169 | Scd      | Spirale                     | 08h 01m 32.9s | 61° 23′ 17″ | 1607 ± 2               | 12,16           | 24,9 ± 1,7     | 51             |

- aDans le proche infrarouge.

Le site DeepskyLog permet de trouver aisément les constellations des galaxies mentionnées dans ce tableau ou si elles ne s'y trouvent pas, l'outil du site constellation permet de le faire à l'aide des coordonnées de la galaxie. Sauf indication contraire, les données proviennent du site NASA/IPAC.